# Arad vármegye

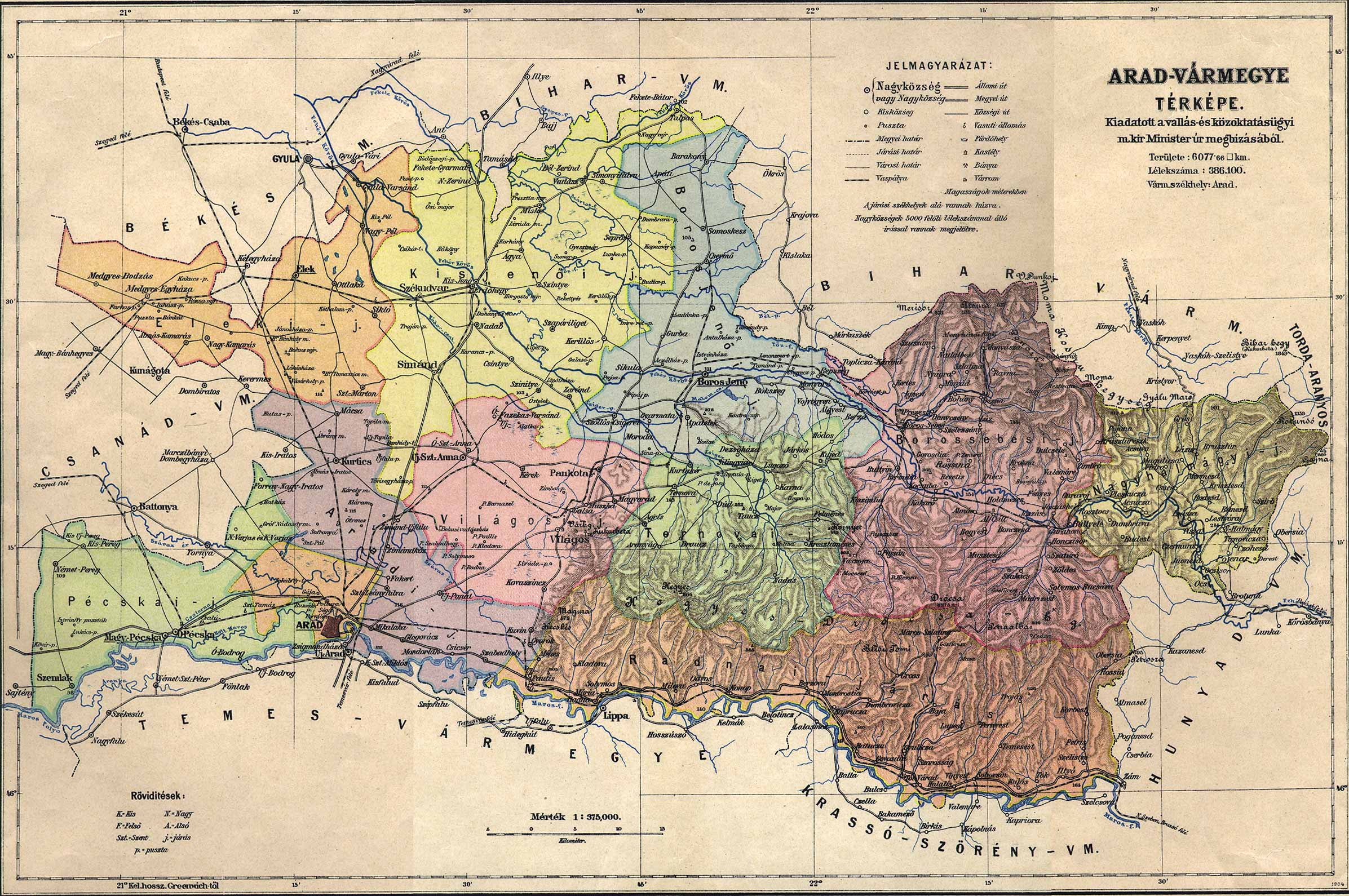
Arad vármegye közigazgatási térképe 1910-ből

Arad vármegye (németül: Komitat Arad; latinul: Comitatus Aradiensis vagy Orodiensis, románul: Comitatul Arad) a Magyar Királyság egyik közigazgatási egysége volt egészen a trianoni békéig. Szinte teljes egésze Romániához kerület, csupán kisebb nyugati területek (Elek környéke) maradt hazánk fennhatósága alatt.

## Földrajz
Magyarország régi Tiszántúli kerületének egyik megyéje. Észak felől Békés és Bihar, keletről Hunyad, délről Krassó-Szörény és Temes, nyugatról Csanád vármegye határolta. A Maros jobb partján terült el. Alakja hosszúkás négyszög volt, melynek összefüggő testébe csak nyugaton nyúlt be Csanád vármegye Battonyai járása. Területe 6443,39 km² .
Az egykori megye területe nyugaton és északnyugaton termékeny síkság, a Nagy-Magyar-alföld keleti széle, a tengerszint feletti magassága alig 100 méter. Kelet felé a síkság a Maros és a Körösök törmelékkúpján emelkedik. Ezt a területet a Körösök mellett több kisebb vízfolyás, mint a Fekete-Körösbe ömlő Tőz, és a Fehér-Körösbe ömlő Csigér szeli át. A folyók csekély esése miatt a pangó vizek elvezetésére csatornákat (Malom-csatorna, Nádor-csatorna) kellett ásni. A hegyvidék a síkságból egy vetődés mentén hirtelen emelkedik ki. A Zarándi-hegység nyugati, meredek része, az úgynevezett Arad-hegyalja borvidék. A vármegye északkeleti részét is hegyek uralják. A Fehér-Körös völgyétől északra a bihari határon a Béli-hegység található, melynek nyugati, alacsonyabb lejtőit szintén szőlők borítják. Magasabb csúcsai 1000 méterig emelkednek, hegyei túlnyomóan erdősek. A volt vármegye legkeletibb szögletébe a Bihar-hegység nyúlik be. Itt található a vármegye legmagasabb pontja is, az 1486 méteres Gajna-tető.

## Története
A honfoglalás előtt szlávok által ritkán lakott terület volt, melyre Ajtony törzse telepedett le. Ajtony legyőzése után I. István egy Arad nevű ispánt nevezett ki az akkor már álló földvár élére, és azt a vármegye székhelyévé tette. 1214-ből származik a várispánság első írásos említése. A tatárjárás idején a vár jelentős pusztulást szenvedett, utána jelentősége valamelyest csökkent. A 14. században a királyi hatalom gyengülésével a megye túlnyomó része magánbirtokba került; a legjelentősebb családok a Telegdiek, Garaiak, Lackfiak voltak. Ekkor váltotta fel a korábbi királyi vármegyei berendezkedést a nemesi vármegye. A 13. századig szinte csak a nyugati sík vidék volt lakott, a 14. században kezdett benépesülni a keleti hegyes, erdős vidék a betelepült románokkal (vlachok).
A  török hódoltság idején a megye nyugati része török megszállás alá (aradi szandzsák), keleti része pedig az Erdélyi Fejedelemség igazgatása alá került (Partium). A török megszállás alól csak 1699-ben szabadult fel teljesen a Marostól északra eső jobb parti területek, a bal part török megszállás alól csak 1716-ban szabadult fel teljesen és a Temesi Bánság része lett, ezután ez a terület nem képezte többé a megye részét. Eredeti vármegyei rangját még sokáig nem nyerte vissza, hanem egy ideig a Marosi Határőrvidék és Zaránd vármegye osztozott a területén. 1741-ben vált újra önálló vármegyévé. 1744-ben Zaránd vármegyének nagy részét Arad vármegye területéhez csatolták.  Csak a vármegye székhelye, Körösbánya és környéke maradt Erdély részeként önálló vármegye. 1750-ben a katonai határőrvidéket feloszlatták a Maros mentén, területéből a megye is részesedett. Területe 1877-ben a megszüntetett Zaránd vármegye egy részével bővült.
1920-ban a trianoni békeszerződés döntése értelmében – 270 km² kivételével – a megye Romániához került, ahol története 1956-1968 közötti időszak kivételével Arad megye néven, ugyancsak önálló közigazgatási egységként  folytatódik.
A vármegye Magyarországnak ítélt része 1920 és 1923 között Elek székhellyel önálló volt, majd 1923 és 1945 között Csanád, Arad és Torontál k.e.e. vármegye része volt, annak Eleki járását alkotta. A második világháború után 1945-től Elek Békés vármegye, a többi község pedig Csanád vármegye része lett, végül az 1950-es megyerendezéskor ez utóbbi részt is Békés megyébe olvasztották, ahova ma is tartozik.
A mai Magyarország területéhez az alábbi települések tartoznak az egykori Arad vármegyéből: Almáskamarás, Elek, Lőkösháza, Medgyesbodzás, Medgyesegyháza, Nagykamarás és Pusztaottlaka.

### A Pallas nagy lexikona cikke
Az aradi síkság a 17. századig csupa erdőség volt, Erdőhát volt a neve. E rengetegen ment végig Dácia külső és belső határa (limes), melynek vonalain az ekevas még ma is sok őskori tárgyat vet fel s a folyók kotrógépe mamutcsontokat hoz napfényre. Vadászon, Csermőn bronzkori öntőműhelyek nyomaira akadtak; az első Árpádok idejére pedig tősgyökeres magyar helynevek emlékeztetnek. Birtokuk volt itt a magyar regemondóknak, az igriceknek, övék lévén Igricverse. A földet Velek foglalta el, aki Zaránd várát alapította, mely területét Zaránd vármegye nagy részével tetemesen megnagyobbította. A vármegyét még Szt. István alapította, nevét a Glogovác helyén álló orodi vártól kapta, melyhez az 1132. véres országgyűlés emléke fűződik. Az akkori Arad vármegye területe nem egyezett meg a maival; míg északon már a Hegyes-Drócsa főgerince képezte határát, addig a Maros bal partján a mai Temes és Krassó-Szörény megyék tetemes része is hozzátartozott; e nagy megye 880 helységet számlált, melyen mint földesúr a király, 534 család és 11 papi testület osztozott; nem kevesebb mint 41 vár volt a megye területén. A középkorban az aradi prépostságon kívül néhány főúri család, köztük a Hunyadiak, bírta legnagyobb részét; a török uralom idejében a magyar lakosság elbujdosott, és helyébe a szomszéd hegyvidékek románjai költöztek; a törökök kiverése után Arad vármegyétől Lippa és az egész Maros-balparti rész Temes-, illetve Krassó vármegyéhez csatoltatott, ellenben 1744-ben egész Zaránd vármegyének 150 helysége Arad vármegye területébe kebeleztetett. Az 1699-ben kötött karlócai béke után a temesi bánság a Maros bal partjáig még török uralom alatt maradván, az ország többi részének védelmére a folyó jobb partján határőrző katonaság állíttatott fel, mely 1752-ig állott fen. A törökök kiűzetése után Arad vármegye gyűléseit Borosjenőn, Kovaszincon, Kürtösön és Világoson tartotta; csak 1749-ben tétetett át a székhely Arad városába. Újabb virágzási kora csakis a latifundiális rendszer bukásával kezdődött, amidőn a kincstár eladóvá tette az előbb Este herceg tulajdonában volt roppant uradalmat. Ekkor kezdődött a rengetegek irtása s a céltudatos földművelés és állattenyésztés, mely különösen József nádor kisjenői uradalmában (ma József főherceg tulajdona) virágzott fel. Az uradalom területén fekvő Bánkúton mintagazdaság létesült.

## Lakosság
- A lakosság száma 1857-ben[3]  254 314 volt. Közülük 68 963 magyar (27,13%), 171 607 román (67,48%), 10 614 német (4,17%), 2 813 szerb (1,1%), 287 görög anyanyelvű volt
- A lakosság száma 1880-ban 303 964 volt. Közülük 67 613 magyar (22,24%), 30 931 német (10,18%), 2 938 szlovák (0,97%), 185 241 román (60,94%), 97 rutén (0,03%), 2 131 szerb (0,7%) anyanyelvű volt.

Arad vármegye népessége a 20. század elején gyorsan emelkedett. 1869-ben 289381 lakója volt, 1880-ban (az 1872–73. évi nagy kolerajárvány pusztítása következtében, mely itt ütötte fel fejét) csak 268.408, 1890. 301.545 és 1900. 329 400 polgári lakója volt, mihez még 470 katona járult. Ezután a népesség gyarapodása erőteljes volt, 1909 végén 363.263-ra becsülték a népesség számát (Arad szabad királyi városon kívül). Egy km2-re 55,3 lakos jutott, a népsűrűség tehát elég alacsony volt, az országos átlagtól is elmaradt; a vármegye keleti részében a népsűrűség csak 30-40 fő km2-enként, északnyugati részében nagyobb, az aradi és világosi járásban pedig 80-on is felül volt. Az anyanyelv szerint a lakosok között 71.894 magyar (21,8%), 34.505 német (10,5%), 5306 szlovák és 214.250 román (65,0%) volt; az román elem némileg visszaszorult (1890. 66,7%), a magyarság aránya (1890. 20,2%, 1900. 21,8%) lassan növekedett. Az egyes járások közül a magyarság csak a pécskaiban érte el az abszolút többséget, a kisjenőiben a népesség harmadrészét tette ki, a borossebesi, radnai és ternovai járásban elenyésző kisebbségben (8-10%) volt. Az idegen ajkú népességből 31.491 egyén (12,2%) beszélte a magyar nyelvet (1890. csak 8,5%).
A járások és Arad törvényhatósági jogú város népessége 1910-ben:
Aradi járás 39.385; Borosjenői járás 37.421; Borossebesi járás 36.443; Eleki járás 34.209; Kisjenői járás 52.536; Magyarpécskai járás 30.289; Máriaradnai járás 34.453; Nagyhalmágyi járás 21.030; Tornovai járás 27.476; Világosi járás 37.980; Arad törvényhatósági jogú város 63.166. A vármegye összesen 414.388.

## Közigazgatás (1910)
- Székhelye Arad, 1749-től szabad királyi város
- Járások
  - Aradi járás
  - Borosjenői járás
  - Borossebesi járás
  - Eleki járás
  - Kisjenői járás
  - Nagyhalmágyi járás
  - Pécskai járás
  - Radnai járás
  - Ternovai járás
  - Világosi járás
- összesen 216 község